# Макке, Август
Август Роберт Людвиг Ма́кке (нем. August Robert Ludwig Macke; 3 января 1887, Мешеде — 26 сентября 1914, южнее Суэн-Перт-ле-Юрлю, Шампань) — немецкий художник-экспрессионист, участник объединения «Синий всадник», автор программных сочинений, опубликованных в альманахах, вышедших под эгидой объединения. Организатор выставок и пропагандист современного искусства.
Творчество Макке формировалось под влиянием различных художественных направлений того времени, через увлечение которыми он последовательно проходил. Индивидуальный стиль, который он, наконец, обрёл, и сегодня рассматривающийся как типичный стиль Макке, отличается игрой световых эффектов и тщательно подобранными, согласованными сочетаниями цветов. Картины производят впечатление радости и лёгкости. «Его образы удовлетворяют жажду позитивных образов цельного мира, гармонию человека с его окружением».

## Биография

### Семья. Ранние годы. Мешеде — Бонн
Отец художника Август Фридрих Макке (1845—1904) был инженером-строителем и достаточно успешным строительным подрядчиком. Мать, Мария Флорентина Макке, урождённая Адольф (1848—1922), происходила из крестьянской семьи. У супругов Макке было трое детей, кроме Августа ещё две старшие дочери — Отилия и Августа. Вскоре после рождения мальчика семья переехала в Кёльн, где в 1897 году он поступил в школу.
В 1900 году, когда Августу было тринадцать лет, семья переехала в Бонн. Макке поселились на улице Меккенхеймер (в настоящее время — Томас-Манн-штрассе) в доме № 29 и организовали пансион. Август поступил в боннскую реальную гимназию.
В 1903 году Август познакомился со своей будущей женой Элизабет Герхардт, дочерью боннского фабриканта Карла Герхардта, владельца фармацевтического предприятия «С. Gerhardt». Семья Герхардтов, состоятельная и культурная, радушно принимала Августа, ставшего постоянным гостем в их доме. Встречи с Элизабет, долгие прогулки по окрестностям Бонна и беседы с ней нашли отражение в позднейших картинах Макке. В своих «влюблённых парах» и «гуляющих» он снова и снова возвращался к первому периоду их знакомства, а Элизабет стала главной его моделью, всего художник написал её около двухсот раз.
Интерес к живописи проявился у Августа ещё в родительском доме. Его отец писал пейзажи, собирал старинные гравюры и монеты; друг Макке-старшего, Туар, коллекционировал японские гравюры. К 1902 году относятся первые акварели Макке — это были изображения животных, пейзажи и портреты. В 1903 году юный Макке навестил сестру Августу, которая вышла замуж и переехала в Кандерн. Август ездил из Кандерна в Базель, посещал там музей, где увидел произведения Арнольда Бёклина, сильно повлиявшего на его раннее творческое развитие. Как вспоминала впоследствии Элизабет, в первое время их знакомства Август был поглощён творчеством Бёклина. Густав Фризен, биограф художника, отмечает, что Бёклин «стал для него [Макке] первым „Богом“». В его первом альбоме для набросков (начат летом 1904), в отличие от последующих, преобладали аллегорические сцены, навеянные работами Бёклина.
Август решил стать художником, однако Макке-старший, к тому времени уже тяжело больной, был против. Отец считал, что сыну необходимо обеспечить себе в будущем стабильный доход, чего не гарантировала избранная им профессия. Помогли Августу добиться своего отец его школьного друга Альфреда Шютте и Пауль Клемен, в то время профессор истории искусств Боннского университета, познакомившийся с его работами.

### Дюссельдорф
Летом 1904 года Август оставил гимназию и с октября 1904 года начал учёбу в Дюссельдорфской академии художеств. Вскоре пришла весть о смерти его отца, и Август уезжал в Бонн на похороны.
Со временем Макке разочаровался в методах академического преподавания (особенно он критиковал непрерывное рисование гипсовых слепков) и стал нерегулярно посещать занятия, а в ноябре 1906 года прекратил учёбу в Академии. Более плодотворным для него оказалось время, проведённое в Дюссельдорфской художественно-промышленной школе, которой руководил Петер Беренс. С 1905 года он посещал также вечерние курсы Художественно-промышленной школы профессора Эмке. К этому времени относится начало его увлечения японским изобразительным искусством, принципы которого Макке считал противоположными академизму, царившему в Дюссельдорфе. Особенный интерес Август проявлял к творчеству Кацусики Хокусая, непревзойдённого, по мнению Макке, мастера передачи движения. Метод Хокусая он изучал по монографии Фридриха Пержинбского и собственно произведениям японского художника (в том числе свиткам «Манги»), подаренным в 1907 году дядей Элизабет, промышленником, коллекционером и меценатом Бернхардом Кёлером.

### Первые путешествия
Через своего друга, писателя Вильгельма Шмидтбона, Август познакомился с Луизой Дюмон и Густавом Линдеманом, основателями Дюссельдорфского драматического театра. Шмидтбонн вспоминал о девятнадцатилетнем Макке: 
«Он был широким и большим, со здоровым и смеющимся лицом. Его фигура, лицо, голос непривычно заполняли нашу комнату […] Силой и жизнерадостностью, которые мы сами хотели бы иметь, он поражал нас …»
С большим энтузиазмом в 1906 году Август включился в работу над декорациями и костюмами для спектаклей («Макбет» Шекспира, «Леонс и Лена» Бюхнера). Вместе со Шмидтбонном он побывал в Лондоне, где посещал, кроме прочего, Британский музей, изучая сценографию.

Весной 1907 года Макке вместе со скульптором Клаусом Цито гостил в Кандерне. Вместе с Цито Макке ездил оттуда в Базель на выставки и приобрёл там работу искусствоведа Юлиуса Мейера-Грефе о французских импрессионистах, почти неизвестных в Германии. Под влиянием представителей этого направления изменился стиль письма Макке, для которого уже не были образцами Бёклин, Ханс Тома и Макс Клингер. Он писал Элизабет: 
«Я не понимаю, как я мог зависеть так долго от чувственной живописи Бёклина, Тома. […] Я освобождаюсь от них навсегда».
В июне 1907 года, во время четырёхнедельного пребывания в Париже, Август получил возможность познакомиться с оригинальными работами импрессионистов, которые ранее знал лишь по чёрно-белым репродукциям из Кабинета гравюр на меди в Базеле, и они произвели на художника сильное впечатление (среди них — особенно произведения Мане). Художник решил завершить своё образование у кого-нибудь из немецких последователей импрессионистов, и его выбор пал на Ловиса Коринта, который вёл курс в берлинской Школе живописи и скульптуры Левена-Функе. Неизвестно, почему Макке не обратился к Максу Либерману, сюжеты картин которого были очень близки его собственным, возможно, сыграло роль то обстоятельство, что Коринт активно занимался преподавательской деятельностью. Художник избрал форму свободного обучения, писал обнажённую натуру, Коринт лишь изредка правил его работы. Оплатил обучение Августа Бернхард Кёлер. К берлинскому периоду Макке относятся 15 альбомов эскизов, основной темой которых стала жизнь обитателей города. В отличие от большинства экспрессионистов у Макке город не враждебная среда, а подобие рая, где в гармонии сосуществуют люди, растения и животные, таким, например, предстаёт город в полотнах, написанных под впечатлением от посещения зоологических садов Амстердама и Кёльна (в их числе «Зоологический сад I», 1912).
В течение шести месяцев, проведённых в Берлине, Макке посещал местные музеи, работал в библиотеках, штудируя искусствоведческие журналы, знакомясь через них с творчеством Дега, Гогена и Майоля. В это же время он читал «Трактат о живописи», составленный из переработанных извлечений из рукописей Леонардо да Винчи.
- Автопортрет в шляпе. 1909. Художественный музей. Бонн
- Портрет жены художника в шляпе. 1909. Вестфальский музей искусства и истории культуры. Мюнстер
- Пейзаж в Тегернзее, 1910, Германский национальный музей в Нюрнберге
- Индейцы. 1911. Частное собрание
- Наш сад с цветущими клумбами. 1911. Собрание Вестдойче Ландесбанк. Дюссельдорф

### Тегернзее и выставочная деятельность
В марте 1908 года Макке вернулся в Берлин. Он проводил время в музеях, изучая искусство Ренессанса и живопись XIX века.
Вместе с семьёй Герхардтов и своим соучеником Эрихом Рейнау художник в апреле — мае 1908 года путешествовал по Италии. Во время этой поездки Макке много работал, делая зарисовки с картин мастеров Раннего и Высокого Возрождения. Из Италии они переехали в Париж, Бернхард Кёлер, коллекционировавший импрессионистов, пожелал пополнить своё собрание, и Макке выступал его консультантом.
С октября 1908 года Август проходил годовую военную службу, на время которой его занятия живописью почти полностью прекратились. Пятого октября 1909 года Макке женился на Элизабет, медовый месяц супруги провели в Париже.  Наследство, полученное Элизабет от отца, гарантировало доход, на который супруги могли вести не роскошную, но вполне обеспеченную жизнь. В конце октября 1909 года супруги по приглашению Шмидтбонна переехали на Тегернское озеро, где провели около года. Здесь Макке написал около двухсот картин и сформулировал своё творческое кредо: «Работать для меня — значит воспевать природу». В 1910 году у Августа и Элизабет родился первенец — Вальтер, а в 1913 — второй сын, Вольфганг.
В 1912 году Макке активно участвовал в подготовке «Международной выставки Зондербунда западногерманских друзей искусства и художников», проходившей в Кёльне с 24 мая по 30 сентября. В 1913 году он стал одним из инициаторов выставки «Рейнских экспрессионистов», форума, который поставил Бонн в один ряд с такими центрами новейшего искусства, как Берлин и Мюнхен.

### «Синий всадник»
В начале 1910 года в Мюнхене Макке посетил выставку Франца Марка. Картины Марка настолько понравились Макке, что он решил тут же познакомиться с ним. Вместе со своим двоюродным братом, тоже художником, Хельмутом и сыном Бернхарда Кёлера он отправился домой к Марку, с момента знакомства и до конца жизни Марка и Макке связывала тесная дружба. Макке, по выражению Эшли Басси, вывел Марка из «творческой изоляции» и стал для того «прекрасным собеседником», с которым обсуждались важнейшие вопросы от философских до живописной техники. Именно к Макке обращены самые цитируемые строки из писем Марка о символическом значении цветов. Под влиянием Макке Марк стал писать, используя большие области насыщенных цветов, а при содействии Марка Макке познакомился с художниками из Нового Мюнхенского художественного объединения. В сентябре 1910 года он принял участие в выставке объединения, где среди прочих были показаны картины фовистов и ранних кубистов. В отличие от Марка, который присоединился к союзу, Макке с сомнением относился к работам его участников.
В феврале 1911 года супруги Макке вернулись в Бонн. На верхнем этаже дома на Борнхаймер-штрассе, где впоследствии разместился Музей Августа Макке, по проекту Августа была оборудована мастерская. В ней была создана большая часть его работ. В то время дом принадлежал основанной в 1846 году компании «С. Gerhardt», которой в своё время руководил будущий тесть Макке Карл Герхардт. Многие известные картины и рисунки этого периода по своей тематике связаны с этой компанией, как, например, созданная в 1911 году картина «Наш сад с цветущими рабатками», на котором изображён фасад здания компании в Бонне. Мост Викториабрюкке, находившийся напротив здания компании, изображён на 22 картинах. Памятником дружбы Макке и Марка стала стенная роспись «Рай» в боннском ателье Макке, одно из программных произведений новейшего искусства, выполненное двумя художниками.
Вместе с Василием Кандинским, Альфредом Кубином и Марком Макке основал сообщество художников, представителей экспрессионизма, «Синий всадник». Три его работы участвовали в выставке «Синего всадника», проходившей в Мюнхене в 1911 году. Для альманаха «Синий всадник», вышедшего в 1912 году, он написал эссе «Маски», где так же, как и Марк, и Кандинский, отстаивал психологизм и символизм абстрактных форм. В этот период Макке иногда экспериментировал с абстрактной живописью, находясь под влиянием работ Кандинского и Марка. Одна из картин, «Буря», предназначалась для альманаха «Синего всадника». Однако абстракции были исключением в творчестве Макке, он также ясно понимал, что отвлечённые темы, «размышления о метафизических проблемах», так занимавшие участников объединения, чужды ему. По-настоящему его интересовала реальная жизнь, и в 1912 году художник вернулся к живописи, более свойственной ему. Он использовал в своих композициях принципы построения, позаимствованные у кубистов и художников «Всадника», испытывал влияние фовистов и орфизма Делоне, но всегда оставался самостоятельным мастером.
- Русский балет I. 1912
- Игрушки маленького Вальтера, 1912, Штеделевский художественный институт
- Дама в зелёном жакете. 1913. Музей Людвига. Кёльн
- Модная витрина. 1913. Музей Людвига. Кёльн
- Две девушки, 1913, Штеделевский художественный институт
- Прощание. 1914. Музей Людвига. Кёльн

Макке принял участие и во второй выставке «Синего всадника» в мюнхенской галерее Ганса Гольца в 1912 году. Благодаря Роберу Делоне он познакомился с ответвлением кубизма — орфизмом, последователи этого стиля исповедовали идею живописной организации на сопоставлении контрастных цветов. Осенью 1913 года Макке переехал в Швейцарию, на Тунское озеро, где провёл вместе с семьёй восемь месяцев. Этот период его творческой жизни был чрезвычайно интенсивным, здесь же у Макке родилась идея о путешествии на Восток.
Вместе с Паулем Клее и школьным другом Клее, художником Луи Муайе, Макке весной 1914 года предпринял двухнедельную поездку в Тунис, в ходе которой появилось большое количество знаковых акварелей художника. Сделанные в поездке эскизы и фотографии послужили основой для написанных им в последующие месяцы картин («Тунисский пейзаж», «Пейзаж с коровами и верблюдом» и другие), однако полностью использовать этот материал Макке не успел.

### Первая мировая война и гибель
Почти сразу после начала Первой мировой войны, 8 августа 1914 года, Макке ушёл добровольцем на фронт. Элизабет спустя годы писала, что он был далёк от «ура-патриотизма», овладевшего в то время многими, но поступил так, потому что считал это своим долгом.
Макке начал службу вице-фельдфебелем пятой роты 9-го Рейнского пехотного полка № 160, 11 сентября был назначен командиром роты, а 20 сентября получил Железный крест. В своих посланиях с фронта Макке описывал ужас и жестокость войны, в одном из последних писем отмечал, что только стойкость защитников Западного фронта позволит избежать Германии опустошения войной, какие испытали прифронтовые области Франции. Утром 26 сентября Август Макке погиб в бою в возрасте 27 лет. Его останки не были найдены, имя значится среди имён других погибших на надгробной плите на военном кладбище в Суэне.

## Память
Элизабет Макке пережила мужа на 64 года и опубликовала две книги воспоминаний о нём. Благодаря Элизабет сохранились письма Макке, с них она сняла копии, оригиналы же погибли во время Второй мировой войны. На боннском Старом кладбище в 1999 году по эскизам внука Августа Макке доктора Тиля Макке был установлен памятник художнику и его супруге. Некоторые из работ художника были показаны в Касселе на всемирно известных выставках современного искусства «documenta 1» в 1955 году и «documenta III» в 1964 году. 26 сентября 1991 года в Бонне при участии премьер-министра федеральной земли Северный Рейн — Вестфалия и будущего Федерального президента Йоханнеса Рау открылся Дом-музей Августа Макке.
Совместно с Художественно-историческим институтом Боннского университета в 2003 году Дом-музей Августа Макке основал «Институт междисциплинарных исследований, в частности Рейнского экспрессионизма» (August Macke Institut). В задачи института входит изучение архивных материалов и наследия художников, связанных с этим направлением искусства. В архиве хранятся также документы, связанные с Элизабет Эрдман-Макке и её семьёй (1905—1978).